# Mosze Chaim Luzzatto

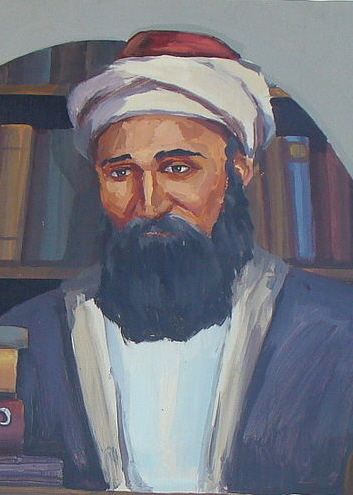

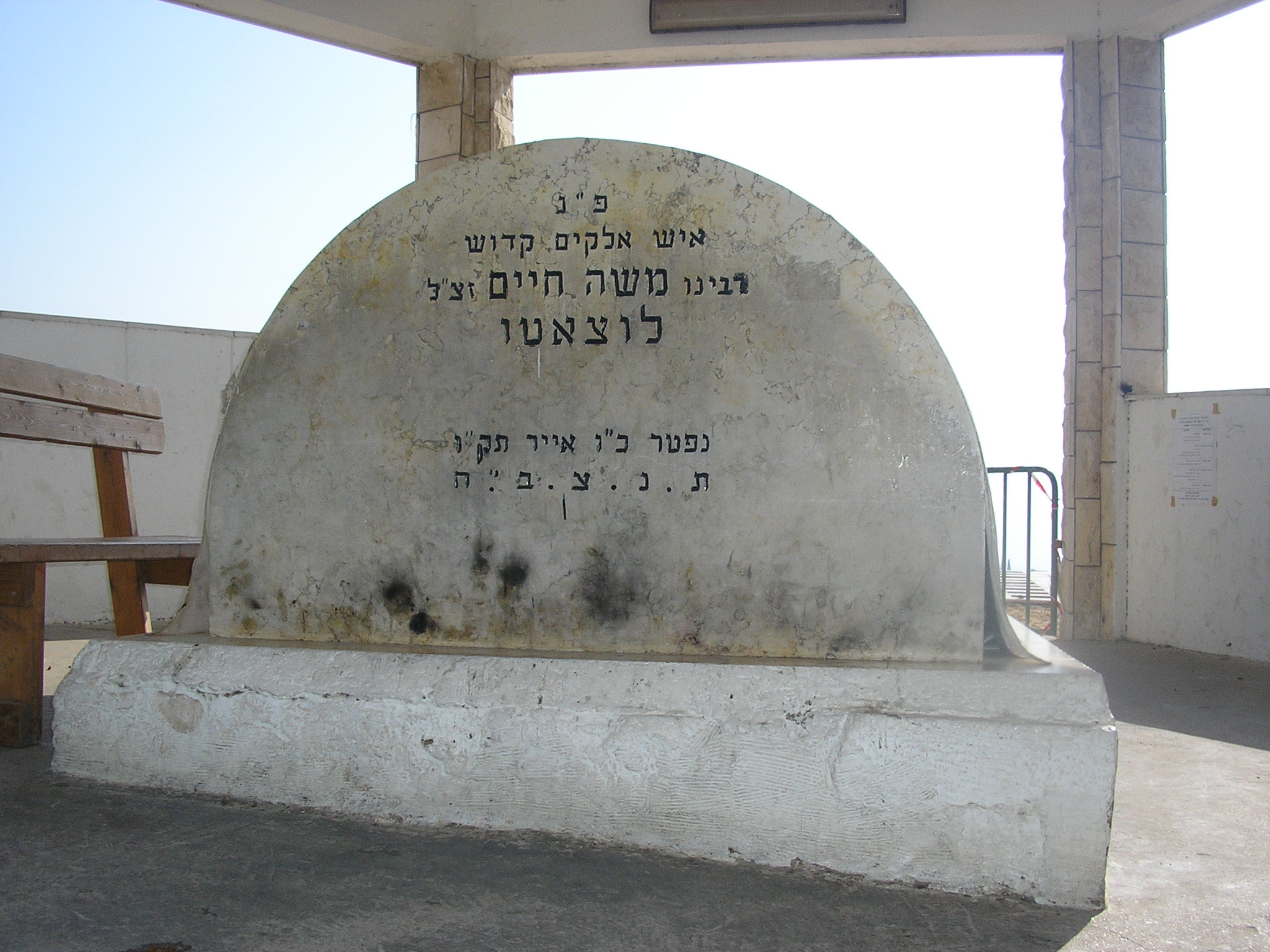
Tsiyun RaMCHaLa w Tyberiadzie, północny Izrael.

Mosze Chaim Luzzatto (hebr.: משה חיים לוצאטו) znany również jako RaMCHaL (hebr. רמח"ל) (ur. 1707 w Padwie, zm. 1746 w Palestynie), słynny włoski rabin, kabalista i żydowski filozof.

## Życiorys
Luzzatto otrzymał włoskie i tradycyjne żydowskie wykształcenie. Już we wczesnych latach życia wykazywał duży talent literacki. Prawdopodobnie uczęszczał na Uniwersytet w Padwie, z pewnością natomiast utrzymywał kontakty ze studentami tej uczelni, którzy interesowali się mistyką i alchemią. Dzięki swej wielkiej wiedzy z zakresu religii, sztuki i nauk ścisłych szybko stał się ich przewodnikiem. Jego pisma zdradzają jego biegłą znajomość tekstów Tory, Talmudu, komentarzy rabinicznych i traktatów halachicznych.

### Okres włoski
W wieku 20 lat rozpoczął działalność jako maggid, natchniony nauczyciel. Natchnienie takie nie było niczym niezwykłym, a funkcja maggida była znana w kręgach mistyków, jednak tak młody wiek wywołał zaniepokojenie ówczesnych rabinów. Rówieśnicy RaMCHaLa byli zaintrygowani jego wczesnymi pracami, natomiast starsi rabini byli bardzo sceptyczni. Wkrótce zagrozili Luzzatto ekskomuniką za szerzenie heretyckich poglądów.
Należy zwrócić uwagę, iż niecałe 100 lat wcześniej światem żydowskim wstrząsnęły rewelacje Sabbataja Cwi (1626–1676), który podawał się za Mesjasza. Zdołał on przekonać do siebie większość europejskich i bliskowschodnich rabinów, jakkolwiek zakończył życie odwołując swoje wcześniejsze deklaracje i przyjmując Islam. Wspólnota żydowska długo nie mogła się otrząsnąć po tych wydarzeniach, a podobieństwo między Sabbatajem Cwi i Mosze Chaimem Luzzatto wydawały się być szczególnie niepokojące.
Jego pisma, spośród których do naszych czasów przetrwały tylko niektóre, przedstawiają pogląd, iż RaMCHaL i grupa jego uczniów mieli odegrać główną rolę w dziele mającego rychło nadejść zbawienia. Uznawał jednego ze swoich uczniów za Mesjasza syna Dawida, sobie zaź przypisywał rolę Mojżesza, którego miał być ponownym wcieleniem. Według RaMCHaLa Mojżesz był postacią o wiele istotniejszą od Mesjasza.

### Okres holenderski
Zagrożony ekskomuniką RaMCHaL zaprzestał nauczania mistycyzmu i dalszej działalności jako maggid. W 1735 Luzzatto wyruszył w podróż do Amsterdamu wierząc, iż w bardziej liberalnym środowisku będzie mógł rozwijać swoje mistyczne zainteresowania. Przejeżdżając przez Niemcy prosił miejscowych rabinów o wstawiennictwo i obronę jego poglądów przed włoskimi rabinami.
Jego prośby odrzucono. Zmuszony został do podpisania deklaracji, w której stwierdzał, że wszystkie jego nauki były fałszywe. Większość z jego prac spalono, a tylko nieliczne dotrwały do naszych czasów. Np. spośród pism dotyczących Zoharu, 70 Tikunim Hadaszim pojawiły się w 1958 roku w bibliotece oxfordzkiej. Praca ta zawiera 70 znaczących sposobów wykorzystania ostatniego wersu Tory. Wyjaśniające słowo po słowie dzieło w języku aramejskim przypomina Tikounei ha Zohar Raszbiego, które zawierają 70 sposobów rozumienia pierwszego wersu Tory.
Gdy Luzzatto dotarł do Amsterdamu, mógł wreszcie oddać się studiom kabalistycznym bez większych przeszkód. Zarabiając na życie jako jubiler szlifujący diamenty, kontynuował działalność pisarską, choć obawiając się konsekwencji nie podjął się próby zebrania grupy uczniów.
To właśnie w tym okresie powstało jego opus magnum Mesilat Jeszarim (מסילת ישרים) z roku 1740. Jest to przede wszystkim traktat etyczny zawierający wiele elementów mistycznych. Książka przedstawia proces krok po kroku dzięki któremu każdy może osiągnąć kontrolę nad swoją skłonnością ku czynieniu zła (יצר הרע) i osiągnąć poziom świętości (מדת הקדשה). Wyłożona językiem rabinicznym bardzo różnym od pozostałych jego prac, być może była to książka napisana w celu uzyskania poparcia i uznania wśród żydowskiej społeczności Amsterdamu.
Inna znacząca praca, Derech HaSzem (דרך השם), jest filozoficznym tekstem o celu Stworzenia, o sprawiedliwości i etyce. Daat Tevunot była natomiast kolejną próbą połączenia racjonalizmu i Kabały, stworzenia dialogu między rozumem a duszą. Z drugiej strony, Derech Tevunot wprowadza logiczną strukturę do debaty talmudycznej jako sposób rozumienia otaczającego nas świata.
Szczególnie wysoko prace te cenił rabin Eliasz ben Salomon Zalman, zwany Gaonem z Wilna (1720 – 1797). Był on uznawany za największy autorytet Tory swoich czasów oraz również jako wielki kabalista. Zasłynął stwierdzeniem, że gdyby Luzzato jeszcze żył, przoszedłby do niego piechotą z Wilna by uczyć się razem z nim. Miał również powiedzieć, że po przeczytaniu pierwszych ośmiu rozdziałów pracy Luzzatto nie znalazł żadnego zbędnego słowa.
Luzzatto pisał również poezje i utwory dramatyczne, w większości na tematy świeckie (choć niektórzy badacze doszukują się również w nich mistycznego dna). Na jego prace niewątpliwy wpływ mieli hiszpańscy poeci żydowscy oraz współcześni mu włoscy autorzy.

### Okres palestyński
Pod wpływem frustracji spowodowanej niemożnością nauczania innych kabały Luzzatto opuszcza Amsterdam i kieruje się do Ziemi Świętej, by w 1743 osiedlić się w Akce. Trzy lata później wraz z rodziną zmarł z powodu zarazy. Sto lat po śmierci jego dzieła zostały odkryte przez ruch Mussar (מוסר), który przyjął jego etyczne prace. Wielki etyk Tory, Rabin Israel Salanter (1810 – 1883) umieścił Mesilat Jeszarim jako centralny tekst nauczany w wielu wiodących jesziwach wschodniej europy.
Choć badacze uznają za miejsce jego pochówku Kfar Yassif, tradycyjnie wskazuje się, że został on pochowany obok rabina Akiwy, talmudycznego mędrca, w Tyberiadzie, na północy współczesnego państwa Izraela. Synagoga, którą zbudował i w której się modlił istnieje w Akce do dziś.

## Inspiracje
Piszący po hebrajsku zwolennicy haskali, żydowskiego oświecenia, przyjęli jego świeckie prace i uznali go za istotnego twórcę i odnowiciela współczesnej literatury hebrajskiej. Jego kuzyn, poeta Efraim Luzzatto (1729–1792) również wywarł niezaprzeczalny wpływ na pierwsze prace pisane we współczesnej hebrajszczyznie.